# هيلج هولدن
هيلج هولدن (بالنرويجية البوكمول: Helge Holden)‏ هو رياضياتي وبروفيسور نرويجي، ولد في 28 سبتمبر 1956 في أوسلو في النرويج.

## وصلات خارجية
- الموقع الرسمي